# The Blindness of Fortune
The Blindness of Fortune è un film muto del 1917 scritto e diretto da Frank Wilson,

## Trama
Il figlio di un contadino eredita cinquantamila sterline.

## Produzione
Il film fu prodotto dalla Hepworth.

## Distribuzione
Distribuito dalla United Kingdom Photoplays, il film uscì nelle sale cinematografiche britanniche nel dicembre 1917.
Fu distrutto nel 1924 dallo stesso produttore, Cecil M. Hepworth. Fallito, in gravissime difficoltà finanziarie, Hepworth pensò in questo modo di poter almeno recuperare il nitrato d'argento della pellicola.